# Paul Seymour
Paul Norman Seymour (Toledo, Ohio, 30 de enero de 1928-Jensen Beach, Florida, 5 de mayo de 1998) fue un jugador y entrenador de baloncesto estadounidense que disputó doce temporadas de la NBA como jugador y otras ocho como entrenador, desempeñando ambas funciones en cuatro de ellas. Medía 1,85 metros, y jugaba en la posición de escolta.

## Trayectoria deportiva

### Universidad
Seymour tuvo un breve paso por la universidad, jugando con los Rockets de la Universidad de Toledo hasta 1946.

### Profesional
Su andadura profesional comenzó en los Toledo Jeeps de la National Basketball League en 1946, convirtiéndose en el jugador más joven en debutrar en una liga profesional, con tan solo 17 años de edad. Al año siguiente ficharía por los Baltimore Bullets, donde apenas jugaría en 22 partidos. Tras un año en blanco, en la temporada 1949-50 ficha por Syracuse Nationals, donde en poco tiempo se hizo con el puesto de titular, jugando al lado de gente como Dolph Schayes, Alex Hannum o Al Cervi. En temporada 1952-53 es convocado para jugar el All Star, algo que se repetiría las dos temporadas siguientes.
Su mejor año a nivel personal y colectivo fue 1955, ganando su único anillo de Campeón de la NBA, siendo elegido en el segundo Mejor Quinteto de la liga y participando de nuevo en el All-Star, siendo el segundo máximo anotador de su equipo tras Schayes, promediando 14,6 puntos, 6,7 asistencias y 4,6 rebotes por partido.
A partir de la temporada temporada 1956-57 se hace cargo del puesto de entrenador del equipo, siendo jugador al mismo tiempo, algo que continuó en sus últimas cuatro temporadas como jugador profesional. Se retiró en 1960, habiendo promediado en sus 12 años como profesional 9,4 puntos, 3,8 asistencias y 3,1 rebotes por partido.

### Entrenador
Tras retirarse como jugador, fichó como entrenador de los St. Louis Hawks, donde permaneció dos temporadas, consiguiendo el título de la División Oeste en 1961. Tras tres años en blanco, fue contratado en la temporada 1965-66 por Baltimore Bullets, donde permaneció solamente ese año. En 1968 ficha por Detroit Pistons para dirigir los últimos 60 partidos de la temporada, sus últimos como entrenador de élite. En total ganó 271 partidos y perdió 241, con un porcentaje de victorias del 52,9 %.

## Estadísticas de su carrera en la NBA
|  | Campeones de la NBA |

### Temporada regular
| Año      | Equipo    | PJ  | MPP  | %TC  | %TL  | RPP | APP | PPP  |
| -------- | --------- | --- | ---- | ---- | ---- | --- | --- | ---- |
| 1947-48  | Baltimore | 22  | –    | .267 | .595 | –   | .3  | 3.5  |
| 1949-50  | Syracuse  | 62  | –    | .334 | .716 | –   | 3.0 | 7.7  |
| 1950-51  | Syracuse  | 51  | –    | .325 | .736 | 3.8 | 3.7 | 7.2  |
| 1951-52  | Syracuse  | 66  | 33.5 | .335 | .759 | 3.4 | 3.3 | 9.1  |
| 1952-53  | Syracuse  | 67  | 40.1 | .383 | .817 | 3.7 | 4.4 | 14.2 |
| 1953-54  | Syracuse  | 71  | 38.4 | .377 | .813 | 4.1 | 5.1 | 13.1 |
| 1954-55  | Syracuse  | 72  | 41.0 | .362 | .811 | 4.3 | 6.7 | 14.6 |
| 1955-56  | Syracuse  | 57  | 32.0 | .339 | .807 | 2.7 | 4.8 | 11.3 |
| 1956-57  | Syracuse  | 65  | 19.0 | .324 | .821 | 2.0 | 3.0 | 6.0  |
| 1957-58  | Syracuse  | 64  | 11.9 | .340 | .841 | 1.7 | 1.5 | 4.2  |
| 1958-59  | Syracuse  | 21  | 12.7 | .327 | .897 | 1.9 | 1.7 | 4.3  |
| 1959-60  | Syracuse  | 4   | 1.8  | .000 | .000 | .3  | .0  | .0   |
| Total    | Total     | 622 | 30.1 | .350 | .792 | 3.1 | 3.8 | 9.4  |
| All-Star | All-Star  | 3   | 16.2 | .412 | .875 | 2.3 | 2.0 | 7.0  |

### Playoffs
| Año   | Equipo   | PJ | MPP  | %TC  | %TL  | RPP | APP | PPP  |
| ----- | -------- | -- | ---- | ---- | ---- | --- | --- | ---- |
| 1950  | Syracuse | 11 | –    | .290 | .857 | –   | 3.1 | 7.1  |
| 1951  | Syracuse | 7  | –    | .208 | .667 | 3.7 | 3.6 | 4.9  |
| 1952  | Syracuse | 7  | 38.6 | .417 | .814 | 3.7 | 3.6 | 12.1 |
| 1953  | Syracuse | 2  | 56.0 | .375 | .947 | 5.0 | 4.0 | 18.0 |
| 1954  | Syracuse | 13 | 43.0 | .413 | .809 | 2.6 | 4.6 | 14.9 |
| 1955  | Syracuse | 11 | 37.3 | .309 | .900 | 3.9 | 6.8 | 12.5 |
| 1956  | Syracuse | 7  | 21.9 | .291 | .750 | 1.6 | 2.6 | 6.7  |
| 1957  | Syracuse | 5  | 19.6 | .216 | .833 | 2.0 | 1.6 | 4.2  |
| 1958  | Syracuse | 3  | 16.7 | .348 | .667 | 1.3 | 1.3 | 6.0  |
| Total | Total    | 66 | 34.4 | .329 | .824 | 3.0 | 3.9 | 9.8  |

## Fallecimiento
Paul Seymour falleció el 5 de mayo de 1998 en su residencia de invierno de Jensen Beach en Florida a causa de una enfermedad coronaria, a la edad de 70 años. Dejó mujer, dos hijos, Paul y Shaun Nicolli y seis nietos.